# Октава (предприятие, производство)
АО «Октава» — российский завод, расположенный в Туле. Разрабатывает и серийно выпускает студийные микрофоны, микрофоны селекторной связи, телефонно-микрофонные гарнитуры, слуховые аппараты. С 15 июня 2017 года находится в прямом управлении Госкорпорации Ростех.

## О предприятии

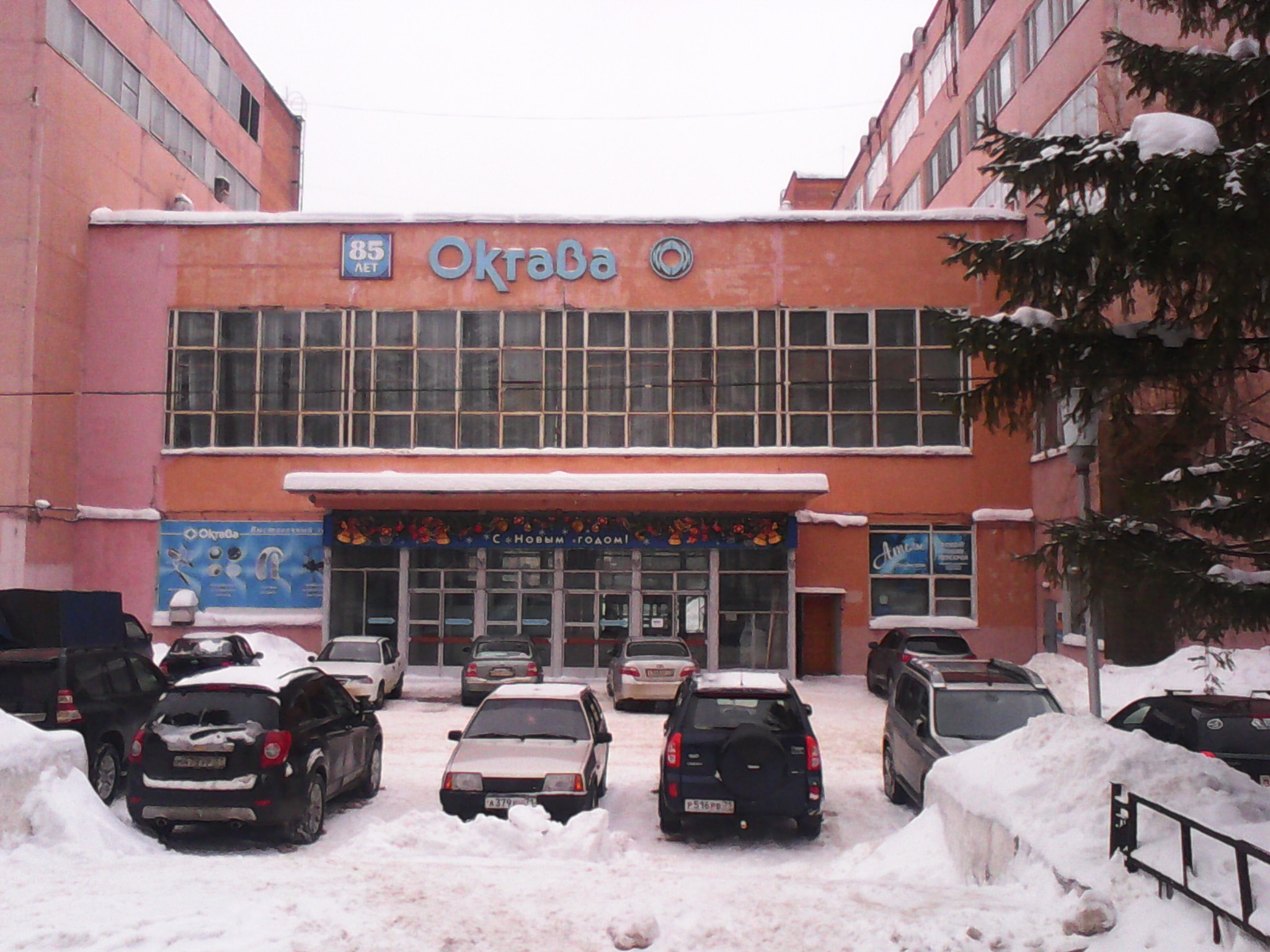
ПАО «Октава», центральный вход

АО «Октава» основано в 1927 году в Туле по инициативе губернского Общества друзей радио как мастерская по изготовлению радиодеталей.
В течение многих лет завод является единственным предприятием в России, выпускающим в массовом масштабе электроакустические преобразователи (микрофоны, телефоны, гарнитуры и т. д.). Помимо собственных моделей, предприятие реализовывало разработки ведущих институтов страны, таких как ВНИИРПА, НИИДС, НИИАТТ, НИКФИ. Благодаря этому сотрудничеству, разработкам своего КБ и других технических структур завода, предприятие нарастило мощный технологический и научно-технический потенциал, позволяющий производить большой объём продукции и быстро обновлять номенклатуру изделий, в том числе и профессиональных микрофонов.
В настоящее время продукция АО «Октава» экспортируется в США, Европу и другие регионы. На западе марка «Октава» уже давно приобрела широкую известность, что подтверждается многочисленными публикациями в СМИ (Production Partner, The Mix, Audiomedia, The New York Times) и Интернете. В специализированных американских и британских каталогах (Musician’s Friend, Sound-On-Sound) микрофоны «Октава» стоят в одном ряду с такими известными марками, как Georg Neumann, AKG, Rode, Audio-technica, Shure.
Требования к системе проверки качества на «Октаве» всегда были высокими. Рассматривая историю предприятия, можно проследить эволюцию систем управления качеством от внедрения комплексных систем управления КС УКП до современного стандарта ISO. Благодаря высокому качеству и привлекательной цене студийные микрофоны «Октава» пользуются популярностью среди начинающих музыкантов и больших звукозаписывающих студий. Микрофоны «Октава» с успехом использовались многими музыкантами во всем мире, среди наиболее известных имен можно отметить U2, Sting, Iron Maiden, Radiohead и многие другие.
В первом десятилетии XXI века предприятие находилось в кризисном состоянии: высокий износ производственных мощностей, низкая загрузка персонала, отсутствие функций маркетинга и продаж способствовали снижению ключевых финансовых показателей и сокращению каналов сбыта, что к 2017 году почти довело предприятие до банкротства. В связи с этим, в целях модернизации производства и восстановления предприятия, в июне 2017 года завод был передан в прямое управление Госкорпорации Ростех.

## История

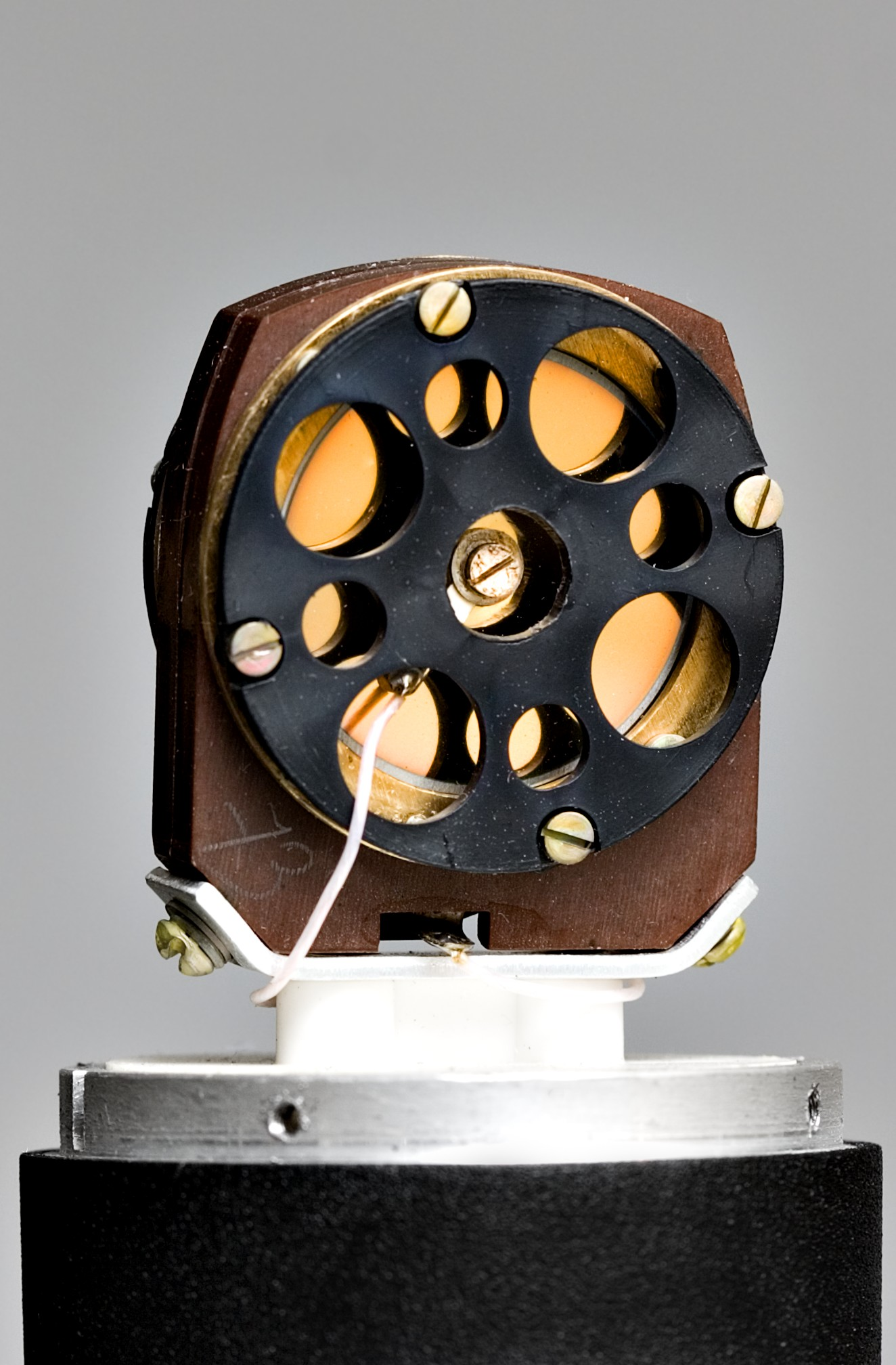
Капсюль MK-319

- 1927 год, июнь. В г. Туле открылась механическая мастерская по изготовлению радиодеталей.
- 1929 год, май. Мастерская переименована в фабрику «Радиодеталь».
- 1930-е годы Фабрика снабжает радиодеталями 52 губернии, от Москвы до Томска.
- 1931 год, январь. Фабрика передана Наркомату почт и телеграфов и переименована в Государственный союзный завод № 7 НКПиТ.
- 1932—1933 гг. Завод специализируется на изготовлении электроакустических устройств различных типов и назначений.
- 1932 год. Разработан и изготовлен первый опытный радиоприёмник прямого усиления.
- 1934 год. Разработан и изготовлен 30-ваттный динамик. Первая партия (100 шт.) была установлена на площадях Москвы.
- 1934 год, январь. Завод участвует во Всесоюзном конкурсе радиоаппаратуры в Москве.
- 1935 год. Разработан и изготовлен рупорный уличный громкоговоритель мощностью 10 Ватт. Производство его продолжалось до 1945 года. Отдельные экземпляры этих громкоговорителей, установленные на территории водного стадиона «Динамо» в городе Москве, работали до 1978 года.
- 1936 год. Разработан и внедрен в производство первый динамический микрофон ДМК.
- 1936 год. Разработан радиоприёмник Т-35. Первый образец подарен VII Съезду Советов
- 1938 год. Начался выпуск приёмника Т-37, который на выставке «Техника связи» в 1937 году получил 2 место.[4]
- 1941 год, октябрь. Завод эвакуирован в город Пермь.
- Начало 1942 года. Группа специалистов, вернувшись из эвакуации в Тулу, приступает к восстановлению завода.
- 1942 год, май. Завод приступил к выпуску миноискателей, рупорных динамиков, а с июня стал выпускать динамические микрофоны.
- 1943 год. Разработан пьезоэлектрический громкоговоритель.
- 1943 год. Завод занимает III место во Всесоюзном соцсоревновании НКЭП.
- 1945 год. Заводу присуждается 1 место во Всесоюзном соцсоревновании. 169 работников завода были награждены медалями «За доблестный труд в Великой Отечественной войне 1941—1945 годов»
- 1946 год. Разработан товарный фирменный знак завода — изготовителя «Октава».
- 1948 год. Начинается серийное производство мощного 100-ваттного громкоговорителя. Первая партия была использована для озвучивания Красной площади в Москве.
- 1949 год. Завод приступил к освоению производства угольных микрофонов и электромагнитных капсюльных телефонов.
- 1949 год. Впервые поступил экспортный заказ на микрофон СДМ.
- 1951 год. Для озвучивания открывшейся в Москве сельскохозяйственной выставки завод изготовил радиальный динамический громкоговоритель мощностью 25 Ватт.
- 1954—1956 гг. Начало 1 этапа реконструкции завода. Завод становится специализированным предприятием по производству изделий электроакустики (телефонов, микрофонов, гарнитур)
- 1957 год. Освоено производство малогабаритного телефона и радиального динамического громкоговорителя, предназначенных для аппаратуры перевода речей в советском павильоне Всемирной выставки в Брюсселе.
- 1961 год. Разработаны и освоены в производстве миниатюрный телефон ТМ-2 и динамические микрофоны МДО-1 и МД-45 для оснащения Кремлёвского Дворца съездов.
- 1961 год. Начало II этапа реконструкции завода. Завод начал осваивать выпуск измерительных приборов для акустических измерений микрофонов и телефонов.
- 1964—1966 гг. На заводе была введена система бездефектного изготовления продукции. Миниатюрный телефон ТМ-4 и ленточный микрофон МЛ-16 были удостоены Государственного Знака качества.
- 1968 год. Завод принял участие в оснащении аппаратурой телецентра Останкино: головными телефонами ТГ-9, микрофонами МД-66 и МК-13.
- 1978 год. На базе СКБ, входившего в состав тульского завода «Прибой» в качестве разрабатывающего подразделения, создано специализированное разрабатывающее предприятие по разработке и освоению новых электроакустических преобразователей и гарнитур для всех видов связи во всех отраслях народного хозяйства и обороны страны — ОКБ «Октава». Ныне — АО «ОКБ Октава»
- 1990 год. Разработан и зарегистрирован новый фирменный товарный знак завода-изготовителя «Октава».
- 1991 год. Поставлен на производство разработанный НИИАТТ г. Пермь, моноблочный телефонный аппарат «Спектр 207». Первый в Советском Союзе моноблочный телефонный аппарат с расширенным набором функций. Производство велось совместно с тульским заводом «Арсенал».
- 1993 год. Завод начал выпускать слуховые аппараты «Электроника У-03».
- 1993 год. По лицензии английской фирмы JPT налажен серийный выпуск телефонных аппаратов «Астрон 201» Причём конструкторской службе завода пришлось адаптировать данный аппарат к требованиям ГОСТ 7153 в результате чего, от английского варианта аппарата остались только корпусные детали и механизм фиксации микротелефонной трубки. Были применены электроакустические преобразователи собственного производства удовлетворяющие ГОСТ 7152. Схемотехника аппарата была разработана вновь.
- 1994 год. Успешный выход ОАО «Октавы» на международный рынок со студийным конденсаторным микрофоном МК-219.
- 1997 год. ОАО «Октава» была удостоена XXIII международного приза за лучшую торговую марку.
- 1998 год. Предприятие награждено «Гран-при» международной программы «Партнёрство ради прогресса».
- 2001 год. Студийный конденсаторный микрофон МК-319 получает диплом программы-конкурса «Сто лучших товаров России». Создан сайт предприятия www.oktava.tula.net.
- 2002 год. Начало ежегодного участия предприятия в выставке «Музыка. Москва».
- 2003 год. Участие в специализированных международных выставках в Москве и Санкт-Петербурге.
- 2004 год. Созданы новые модели студийных микрофонов МКЛ-5000, МК-101 и начат их серийный выпуск. При заводе ОАО «Октава» открыт Выставочный зал.
- 2005 год. Новая разработка — конденсаторный микрофон МК-102 — продолжила ряд студийных микрофонов ОАО «Октава».
- 2006 год, март. Первое участие в международной выставке «Prolight + Sound in Frankfurt».
- 2009 год. Продукция предприятия представлена на 126-й выставке AES Pro Audio Expo & Convention в Мюнхене[5].
- 2010 год. Продукция предприятия представлена на NAMM Show.
- 2010 год. Уголовное преследование бывшего директора, продавшего за бесценок имущество предприятия. По решению суда реализованное имущество возвращено на баланс ОАО «Октава»[6].
- 2014 год. Представлен новый ламповый микрофон профессионального уровня МКЛ-111 OktaLab. Стоимость более 110 000 рублей.
- 2016 год. Разработка гарнитуры связи с системой активного шумоподавления ГВШ-П11 для использования экипажем бронетехники[7].

## Перспективы
После расследования ряда махинацией при передаче ОАО «Октава» в Государственную корпорацию «Ростех» было принято решение о назначении на предприятии нового генерального директора с целью предотвращения банкротства и возобновления производства востребованной продукции.
Рассматривался вариант переноса предприятия из центра Тулы на окраину. При этом около половины сотрудников из числа управленцев могло попасть под сокращение. Однако было принято решение сохранить производство на историческом месте в центре города, был объявлен набор новых сотрудников.
Во время проведения Петербургского международного экономического форума-2016, представителями Государственной корпорации «Ростех» объявлено о заключении соглашения по реализации инвестпроекта с ПАО «Корпорация ВСМПО-АВИСМА» и администрацией Тульской области о создании на базе предприятия творческого кластера и Высшей технической школы, создаваемой для обучения и повышения профессионального уровня специалистов сложных рабочих специальностей. На территории кластера создан детский технопарк, Музей станка и общественные пространства для молодых предпринимателей в сфере высоких технологий и производства.
При этом, свободные площади заводского комплекса, не занятые в современном производстве, площадью около 45 тысяч квадратных метров перепрофилированы. Завершение первой очереди проекта стоимостью 700 миллионов рублей предполагалось на 1 сентября 2017 года. Полностью кластер открыт в апреле 2018 года.